# Taeniura lymma
La pastinaca a macchie blu o trigone a macchie blu (Taeniura lymma (Forsskål, 1775)) è un pesce cartilagineo della famiglia Dasyatidae, distribuita nelle acque dell'oceano Indo-Pacifico.

## Descrizione

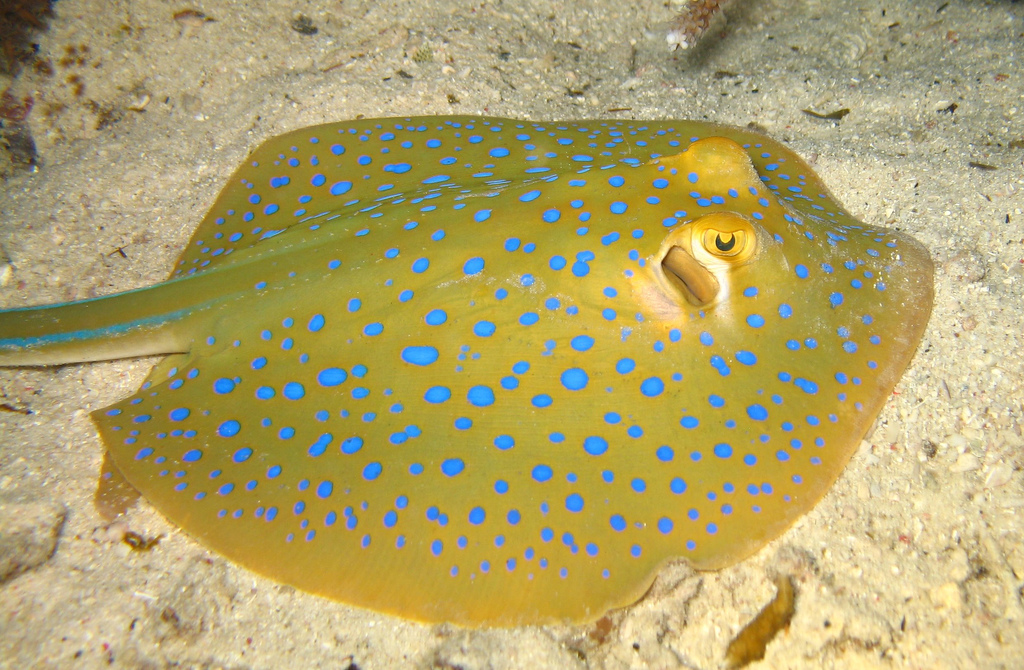

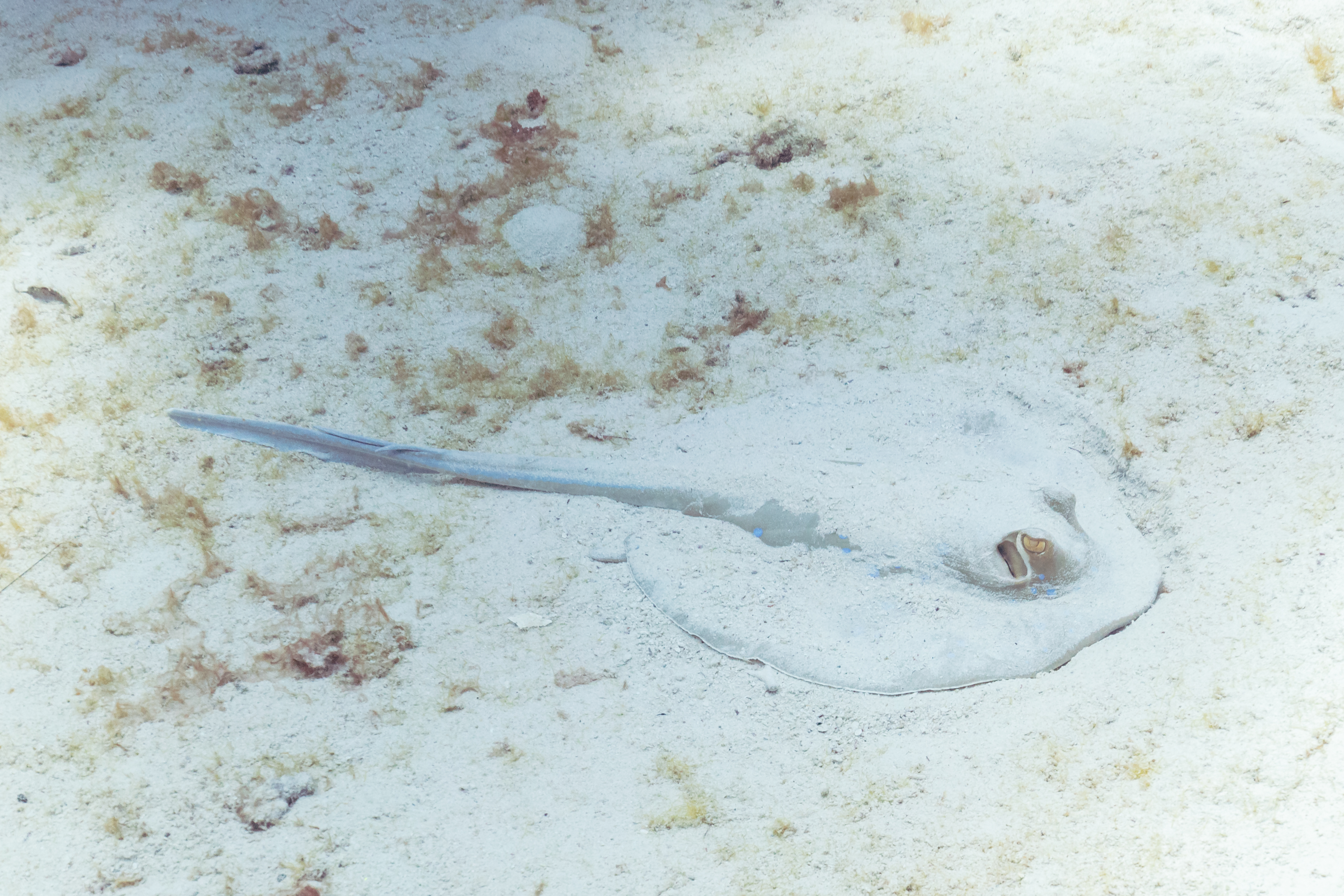

La lunghezza di questo dasiatide supera raramente i 70 centimetri. Il corpo è piatto e tondeggiante, molto rilevato in prossimità della testa. Il colore del dorso varia dal rosato al giallo-verdastro, ornato da evidenti macchie ovali di colore blu elettrico. Il ventre è bianco-azzurrino. La coda presenta uno o due aculei velenosi alla estremità, utilizzati per difendersi dai predatori. Subito dietro la cavità orbitale è molto evidente uno spiracolo. Il muso è arrotondato e la bocca si trova nella parte inferiore del corpo.

## Biologia
È una pastinaca molto timida e se disturbata preferisce allontanarsi velocemente piuttosto che difendersi. 

### Alimentazione
Si nutre soprattutto di piccoli pesci e invertebrati, come gamberi, granchi e molluschi, che cattura setacciando il fondale. 

### Riproduzione
È una specie ovovivipara e dà alla luce circa 7 piccoli alla volta.

## Distribuzione e habitat
Vive nelle acque dell'oceano Indo-Pacifico, dall'Africa meridionale al Mar Rosso fino alle isole Salomone.
Vive in prevalenza sui fondali sabbiosi, nei pressi di scogliere e tra le formazioni di madrepore sino a 25 metri di profondità.